# Ярхичи-Боло
Ярхичи-Боло (тадж. Ярхичи Боло) — село в Раштском районе Таджикистана. Входит в состав сельской общины (джамоата) Хоит. Расстояние от села до центра района (пгт Гарм) — 76 км, до центра джамоата (село Хоит) — 12 км. Население — 238 человек (2017 г.), таджики. Население в основном занято сельским хозяйством.